# Van de Graaff (cràter)
Van de Graaff és una formació de cràters d'impacte situada a la cara oculta de la Lluna, a la vora nord-est de la Mare Ingenii. El cràter Birkeland està unit a la vora sud-oriental, unit en la «cintura» lleugerament més estreta de la formació. A nord es troba Aitken, i a l'est es troba Nassau. El cràter deu el seu nom al físic Robert J. Van de Graaff, el treball pioner del qual inclou la invenció del generador de Van de Graaff.

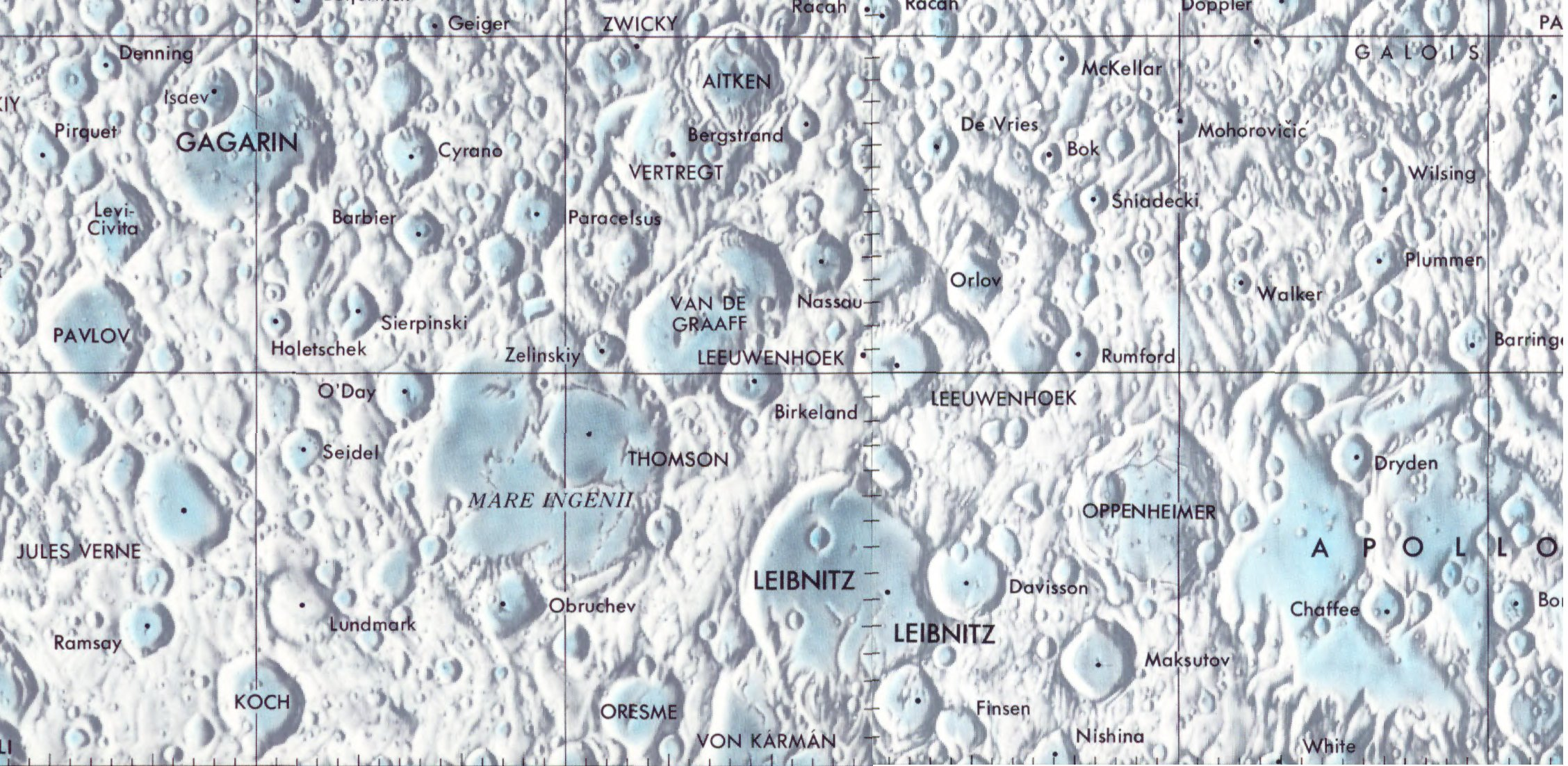
Localització de Van de Graaff (centre de la imatge)
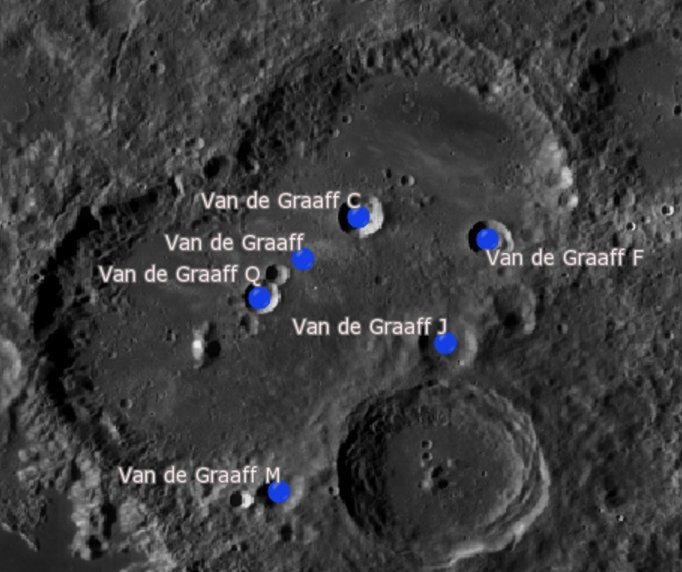
Cràters satèl·lit
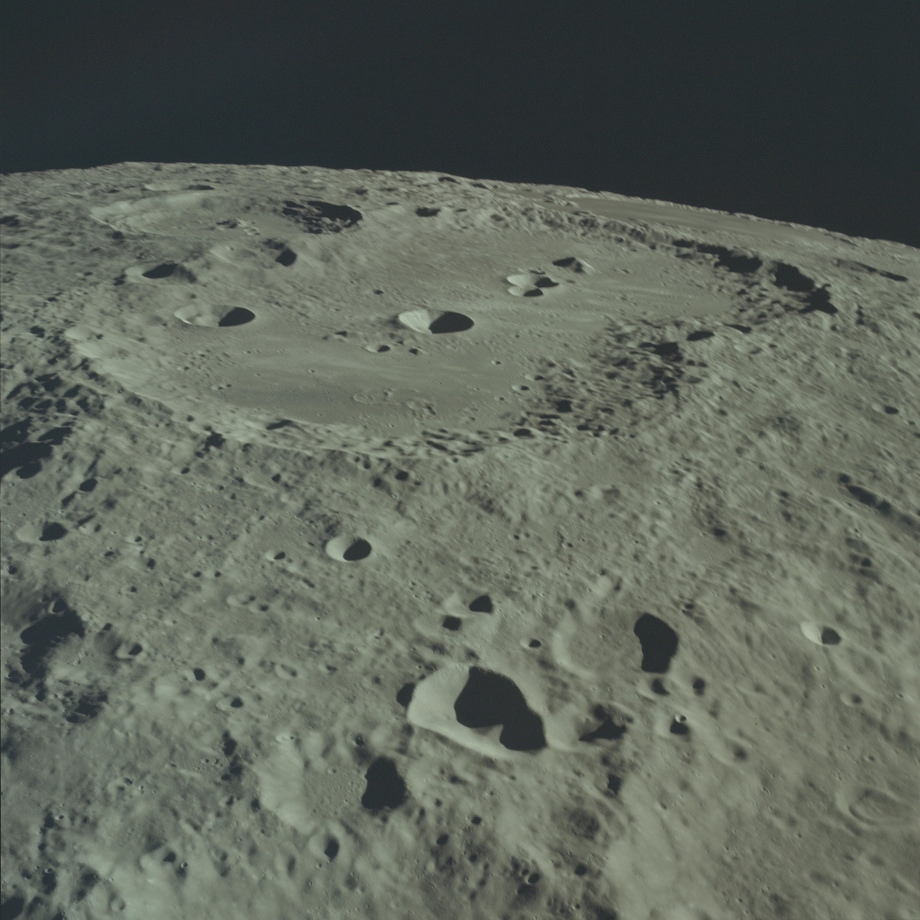
Vista obliqua de Van de Graaff des de l'Apollo 17

Van de Graaff té l'aparença de dos cràters fusionats, aproximadament en forma de vuit, sense cap vora intermèdia que separi les dues meitats.
La vora exterior té algunes terrasses a la paret sud-oest, però generalment apareix gastada i erosionada. Un parell de cràters se superposen a la vora sud-oriental, al costat de Birkeland. També apareixen diversos petits cràters al sòl interior de Van de Graaff. La secció sud-oest té un pic central, mentre que el sòl del nord-est és lleugerament més llis.

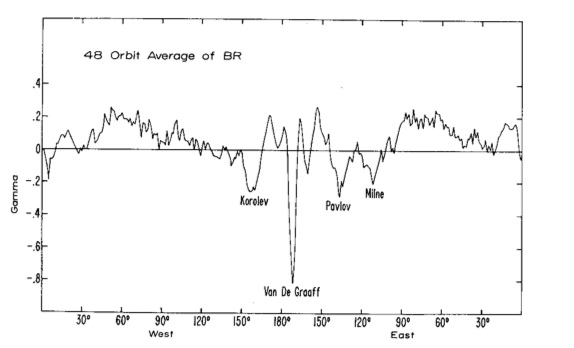
Anomalia magnètica
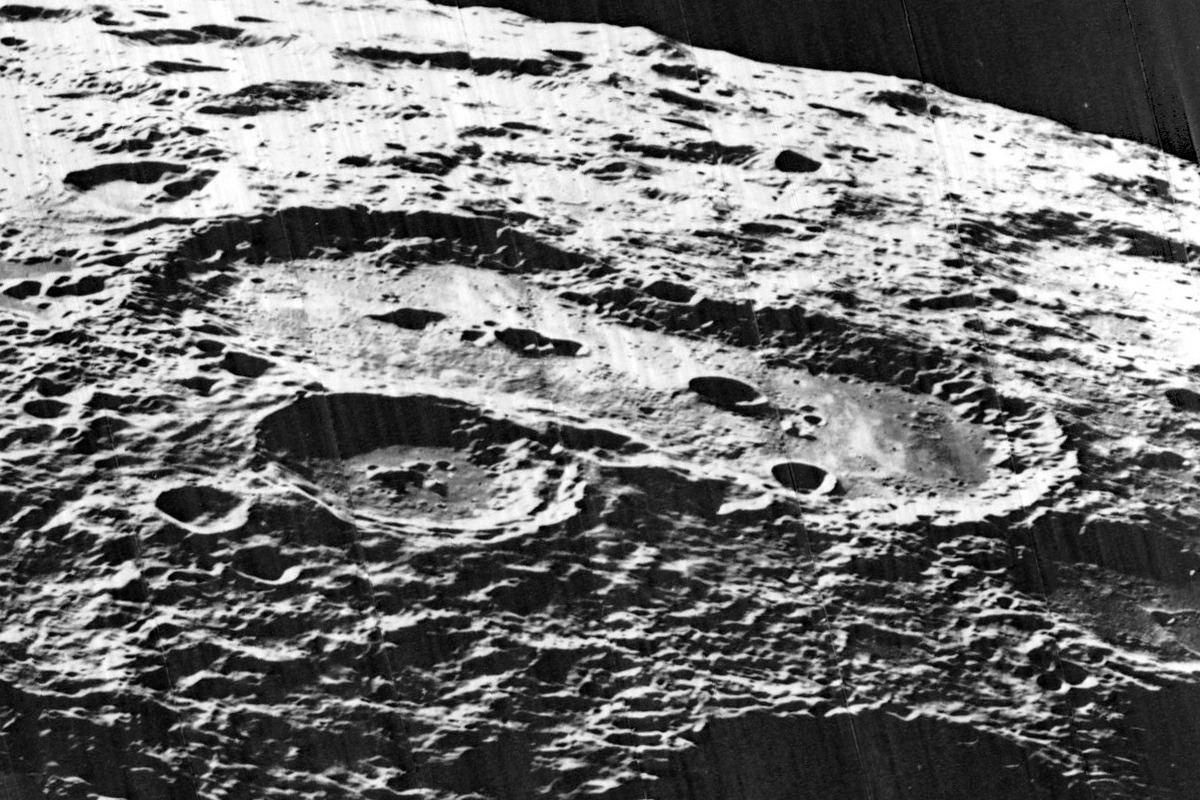
Imatge presa pel Lunar Orbiter 5, mirant cap a l'oest
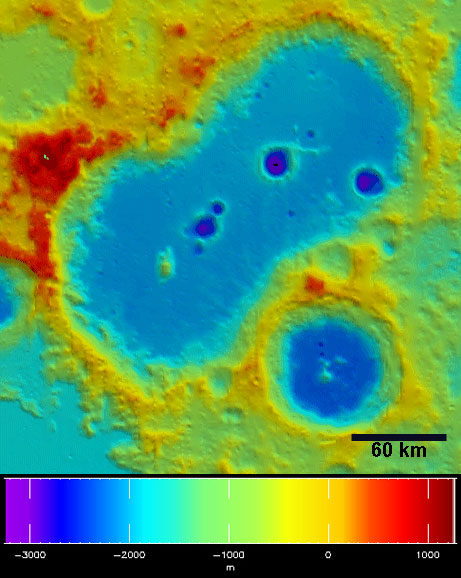
Imatge d'altímetre làser (missió LRO)

Estudis orbitals de la Lluna han demostrat que hi ha un camp magnètic local en el veïnatge d'aquesta formació que és més fort que el camp magnètic lunar natural. Això és una probable indicació de la presència de roca volcànica sota de la superfície. El cràter també té una concentració lleugerament més alta de materials radioactius que la típica de la superfície lunar.
Les parets del cràter en les rodalies de Van de Graaff exhibeixen una inusual textura plena de solcs. Aquesta regió es troba a les antípodes del lloc d'impacte de la Mare Imbrium, i es pensa que les poderoses ones sísmiques d'aquest esdeveniment van convergir en aquest punt. El més probable és que aquesta energia generés l'aspecte esquerdat pels corriments de terres desencadenats pels tremolors, encara que els solcs també poden haver estat formats per grups de materials ejectats dipositats per l'impacte.

## Cràters satèl·lit
Per convenció aquests elements són identificats en els mapes lunars posant la lletra en el costat del punt central del cràter que està més proper a Van de Graaff.
| Van de Graaff | Coordenades                            | Diàmetre |
| ------------- | -------------------------------------- | -------- |
| C             | 26° 36′ S, 172° 48′ E / 26.6°S,172.8°E | 20 km    |
| F             | 26° 48′ S, 174° 36′ E / 26.8°S,174.6°E | 20 km    |
| J             | 28° 30′ S, 174° 06′ E / 28.5°S,174.1°E | 25 km    |
| M             | 30° 36′ S, 171° 30′ E / 30.6°S,171.5°E | 19 km    |
| Q             | 27° 36′ S, 171° 18′ E / 27.6°S,171.3°E | 15 km    |